# گلافنین
گلافنین (انگلیسی: Glafenine) دارویی است که برای درمان انواع درد استفاده می‌شود و مصرف آن برای افراد مبتلا به نارسائی شدید کلیه ممنوع می‌باشد.

## عوارض جانبی
از جمله عوارض ناشی از مصرف این دارو تهوع و استفراغ و واکنش آلرژی است.

## ملاحظات
مصرف آن در ۳ ماه اول بارداری ممنوع است.